# Mirko Vuillermin
Mirko Vuillermin (ur. 2 sierpnia 1973) – włoski łyżwiarz szybki specjalizujący się w short tracku. Dwukrotny medalista olimpijski z Lillehammer.
Startował na dwóch igrzyskach (IO 92, IO 94). W 1994 był drugi na dystansie 500 metrów, a w sztafecie Włosi zostali mistrzami olimpijskimi. Stawał na podium mistrzostw świata, był m.in. złotym medalistą w sztafecie w 1996. Jego karierę przerwał wypadek motocyklowy, w którym brał udział w 1997.